# Ottar di Hålogaland

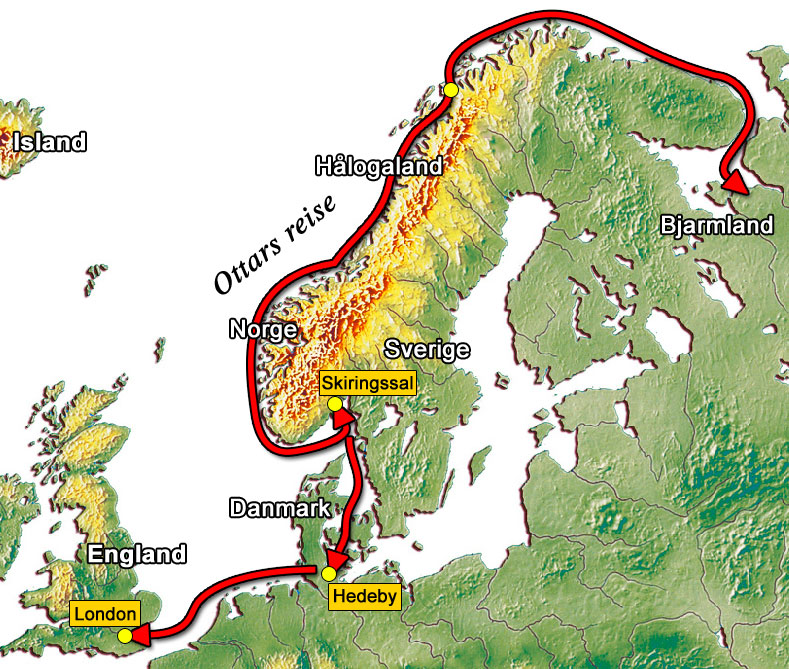
"Ottars reise" - mappa moderna, annotata in norvegese, raffigurante i viaggi di Ottar. Il suo racconto non cita Londra; non cita il passaggio in Irlanda

Ottar di Hålogaland, in lingua norvegese Ottar fra Hålogaland (fl. IX secolo), è stato un avventuriero ed esploratore vichingo originario di Hålogaland. Attorno all'890 viaggiò in Inghilterra, dove Alfredo il Grande, re del Regno del Wessex, fece scrivere la sua storia.

## Descrizione del mito
Nelle Historiae di Paolo Orosio, scritto nel IX secolo per conto di Alfredo il Grande, Ottar disse di aver vissuto "più a nord di qualsiasi altro uomo del nord", e che "nessuno [visse] più a nord di lui". Parlò dei suoi viaggi a nord nel Mar Bianco, ed a sud in Danimarca ed Inghilterra, descrivendo le rotte percorse. Parlò anche dei Sueoni, dei Sami (Finnas), e di due popoli chiamati "Cwena" che abitavano a Kvenland e "Beorma". Ottar disse che i Beorma parlavano una lingua simile ai Sami, e che vivevano in un'area della regione del Mar Bianco. Questo popolo è segnato sulla mappa come "Bjarmland".
La storia di Ottar è la più antica fonte scritta dei termini "Norvegia" (Norðweg) e "Danimarca" (Denamearc). Secondo l'opinione comune, il luogo in cui visse Ottar si trovava da qualche parte nell'area Malangen del Troms meridionale.

## Nella cultura moderna
Ottar e il suo viaggio appaiono nel romanzo "The Lost Dragon of Wessex" (1957) di Gwendolyn Bowers.
Nel gennaio 2009, Othere fra Hålogaland [sic] fu interpretato da Stephen John Mouat al Lerwick Up-Helly-Aa, un festival di Shetland, Scozia. Una versione parzialmente romanzata della storia fu reinterpretata nel festival.